# Якин, Мурат
Мура́т Яки́н (тур. Murat Yakın, произносится Якы́н; 15 сентября 1974, Базель, Швейцария) — швейцарский футболист (защитник) и тренер. Тренировал ряд швейцарских клубов, а в сезоне 2014/15 возглавлял московский «Спартак». Главный тренер сборной Швейцарии.

## Карьера
Родился в Швейцарии. Как и младший брат Хакан, стал профессиональным футболистом. Наиболее известен по выступлениям за швейцарские клубы «Грассхоппер» и «Базель», играл и за пределами страны в немецких «Штутгарте» и «Кайзерслаутерне» и в турецком «Фенербахче». 10 лет выступал за сборную Швейцарии, участник Евро-2004.
После завершения карьеры игрока работает тренером. С 2009 года по 2011 год руководил «Туном». Под его руководством клуб сделал значительный рывок вперёд, выиграв в 2009 году кубок Челлендж-лиги.
15 октября 2012 года возглавил «Базель», сменив на этом посту Хайко Фогеля. 17 мая 2014 года покинул клуб, разорвав контракт, который был рассчитан до лета 2015 года, по обоюдному согласию. За два сезона, что Якин был главным тренером «Базеля», команда дважды подряд становилась чемпионом Швейцарии, а также доходила до полуфинала Лиги Европы.
30 мая 2014 года итальянское издание «La Gazzetta dello Sport» объявило о назначении Якина на должность главного тренера московского «Спартака». Однако член совета директоров «Спартака» Джеван Челоянц опроверг эту информацию. В мае 2014 года решение со стороны «Спартака» принято не было. По данным швейцарской газеты «Blick», «Спартак» предложил тренеру годовой оклад 2—2,5 млн швейцарских франков (1,6—2 млн евро). 16 июня на строящемся для «Спартака» стадионе «Открытие Арена» состоялась официальная презентация Мурата Якина в должности главного тренера.
1 августа состоялся первый официальный матч «Спартака» под руководством Якина. В этом матче «Спартак» одержал выездную победу над «Рубином» со счётом 4:0. Под руководством швейцарского специалиста «Спартак» занял в чемпионате лишь 6-е место, не сумев квалифицироваться в еврокубки на следующий сезон. Команда демонстрировала неровную игру и не имела стабильного состава. 30 мая 2015 года состоялся последний матч «Спартака» под руководством Якина. Перед матчем совет директоров «Спартака» сообщил, что Якин будет уволен по окончании сезона. Матч завершился ничьей с «Амкаром» со счётом 3:3.
9 августа 2021 года был назначен главным тренером сборной Швейцарии. Сумел квалифицироваться с командой на чемпионат мира в Катаре, опередив в отборочной группе сборную Италии. На том турнире Швейцария вышла из группы, обыграв Камерун и Сербию, но в ⅛ финала проиграла Португалии 6:1. 
Якин остался главным тренером сборной и вывел её на ЕВРО-2024. На том турнире его сборная вышла из группы со 2 места, в ⅛ финала обыграла Италию 2:0, а в четвертьфинале сыграла вничью с Англией, но проиграла по пенальти.

## Достижения
Как игрока
«Грассхоппер»
- Чемпион Швейцарии: 1994/95, 1995/96
- Обладатель Кубка Швейцарии: 1993/94

«Штутгарт»
- Финалист Кубка обладателей кубков: 1997/98

«Базель»
- Чемпион Швейцарии: 2001/02, 2003/04, 2004/05
- Обладатель Кубка Швейцарии: 2001/02, 2002/03
- Обладатель Кубка часов: 2003

Как тренера
«Люцерн»
- Финалист Кубка Швейцарии: 2011/12

«Базель»
- Чемпион Швейцарии: 2012/13, 2013/14
- Обладатель Кубка Швейцарии: 2012/13
- Обладатель Кубка часов: 2013

### Личные
- Футболист года в Швейцарии: 2002

## Тренерская карьера
Данные на 11 июня 2025 года
| «Конкордия»        | Флаг Швейцарии | 11 июля 2006     | 25 мая 2007     | 34  | 17  | 6   | 11  | 050,00 |
| «Тун»              | Флаг Швейцарии | 13 июня 2009     | 29 июня 2011    | 74  | 35  | 22  | 17  | 047,30 |
| «Люцерн»           | Флаг Швейцарии | 12 июля 2011     | 19 августа 2012 | 46  | 19  | 15  | 12  | 041,30 |
| «Базель»           | Флаг Швейцарии | 15 октября 2012  | 17 мая 2014     | 99  | 57  | 26  | 16  | 057,58 |
| «Спартак» (Москва) | Флаг России    | 16 июня 2014     | 30 мая 2015     | 32  | 13  | 8   | 11  | 040,63 |
| «Шаффхаузен»       | Флаг Швейцарии | 21 декабря 2016  | 24 августа 2017 | 24  | 18  | 2   | 4   | 075,00 |
| «Грассхоппер»      | Флаг Швейцарии | 25 августа 2017  | 10 апреля 2018  | 26  | 10  | 6   | 10  | 038,46 |
| «Сьон»             | Флаг Швейцарии | 17 сентября 2018 | 30 июня 2019    | 28  | 9   | 7   | 12  | 032,14 |
| «Шаффхаузен»       | Флаг Швейцарии | 1 июля 2019      | 8 августа 2021  | 77  | 22  | 26  | 29  | 028,57 |
| Сборная Швейцарии  | Флаг Швейцарии | 9 августа 2021   | н.в.            | 49  | 20  | 17  | 12  | 040,82 |
| Всего              | Всего          | Всего            | Всего           | 489 | 220 | 135 | 134 | 044,99 |

## Примечание
1. ↑  От Симпатичного до Хрущева. Прозвища игроков и тренеров РФПЛ. Дата обращения: 8 сентября 2021. Архивировано 8 сентября 2021 года.
2. ↑  Агент Мурата Якина: «Мы близки к подписанию контракта со «Спартаком». Известия (30 мая 2014). Дата обращения: 31 мая 2014. Архивировано из оригинала 31 мая 2014 года.
3. ↑  FC Basel 1893 ab sofort mit Murat Yakin für Heiko Vogel. Базель (футбольный клуб) (оф. сайт) (15 октября 2012). Дата обращения: 31 мая 2014. Архивировано из оригинала 17 мая 2014 года.
4. ↑  Murat Yakin verlässt den FC Basel 1893. Базель (футбольный клуб) (оф. сайт) (17 мая 2014). Дата обращения: 31 мая 2014. Архивировано из оригинала 31 мая 2014 года.
5. ↑  Мурат Якин расторг контракт с «Базелем». Спорт-Экспресс (17 мая 2014). Дата обращения: 31 мая 2014. Архивировано из оригинала 31 мая 2014 года.
6. ↑  Pier Luigi Giganti. Spartak Mosca, Yakin è il nuovo allenatore: piaceva a Lazio e Tottenham. La Gazzetta dello Sport (30 мая 2014). Дата обращения: 31 мая 2014. Архивировано из оригинала 4 марта 2016 года.
7. ↑  Джеван Челоянц: Якин? Мало ли кто и что пишет. Советский спорт (30 мая 2014). Дата обращения: 31 мая 2014. Архивировано из оригинала 2 июня 2014 года.
8. ↑  «Спартак» отложил вопрос о назначении главного тренера. РБК (30 мая 2014). Дата обращения: 31 мая 2014. Архивировано из оригинала 31 мая 2014 года.
9. ↑  Степан Чаушьян. Хоровод: «Спартак», «Базель» и «Маккаби» могут обменяться тренерами. Аргументы и факты (31 мая 2014). Дата обращения: 1 июня 2014. Архивировано из оригинала 1 июня 2014 года.
10. ↑  Von Michel Wettstein, Sandro Inguscio. Mourinho rät Spartak Moskau «Nehmt Yakin!» Blick (6 июня 2014). Дата обращения: 12 июня 2014. Архивировано из оригинала 9 июня 2014 года.
11. ↑  Якин официально возглавил «Спартак». Чемпионат.com (16 июня 2014). Дата обращения: 16 июня 2014. Архивировано 20 июня 2014 года.
12. ↑  Бывший тренер «Спартака» Якин возглавил сборную Швейцарии. sport-express.ru (9 августа 2021). Дата обращения: 9 августа 2021. Архивировано 9 августа 2021 года.